# Schloss Pesch

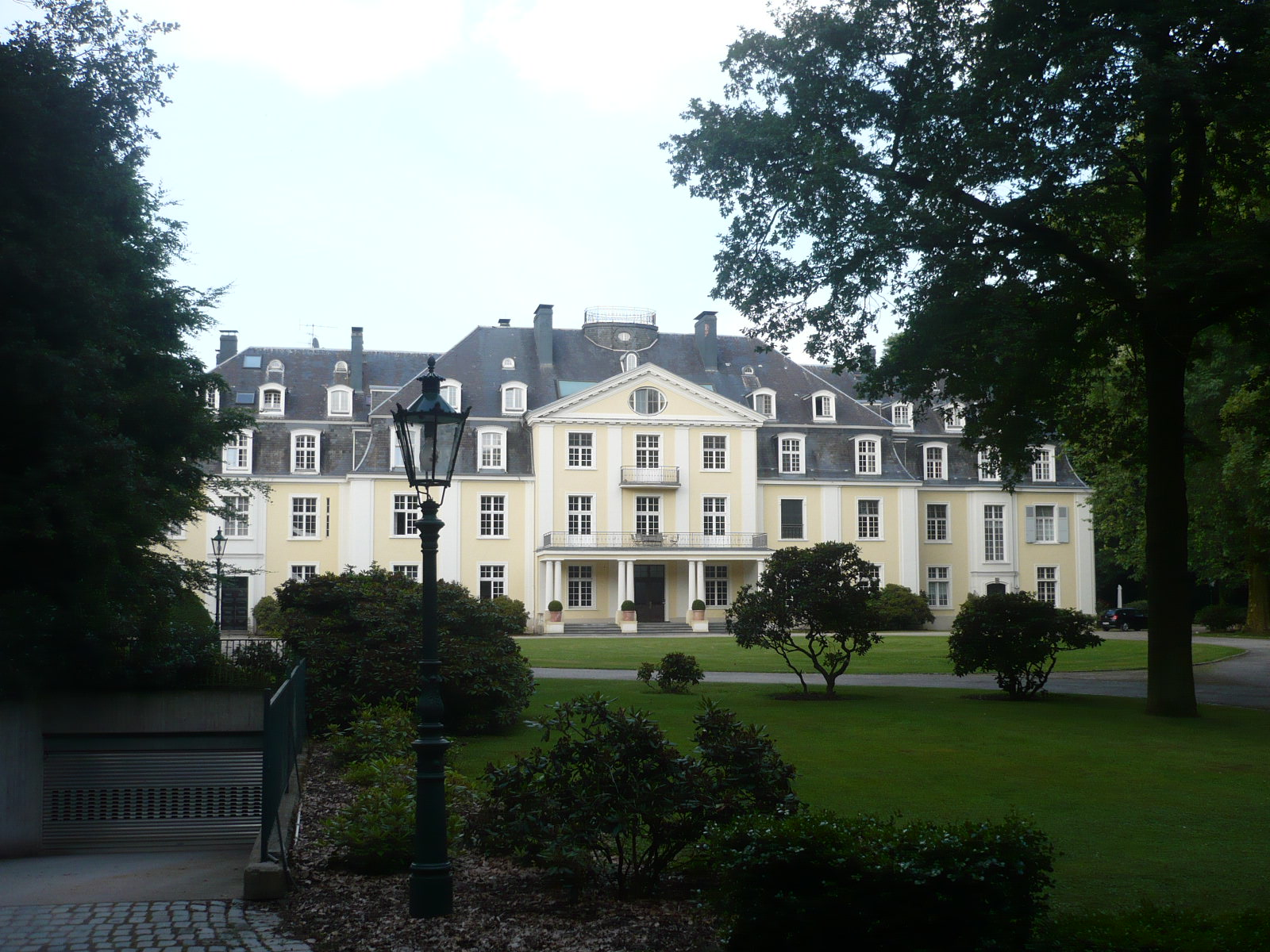
Schloss Pesch, Frontseite des Haupthauses aus Richtung Südwest (2009)

Das Schloss Pesch ist ein dreiflügeliges Jagdschloss in Meerbusch, auf halbem Wege zwischen den Ortsteilen Strümp und Ossum-Bösinghoven. Trotz seiner Lage auf ehemals kurkölnischem Gebiet war das Schloss stets ein eigenständiges Gut ohne Lehnspflicht gegenüber dem kölnischen Kurerzbischof.

## Aufbau des Schlossgeländes
Das Haupthaus, ein zweigeschossiges, verputztes Gebäude mit 13 Fensterachsen, liegt in einem weitläufigen Schlosspark umgeben von drei Nebengebäuden:
- der ehemaligen Rentei, einem ebenfalls verputzten, zweigeschossigen Gebäude mit sieben Fensterachsen und Uhrenturm an der Nordseite,
- dem dreiflügeligen Gutshof, einem Backsteingebäude von 1795, an der Südseite, sowie
- der Schlosskapelle zwischen Rentei und Haupthaus an der Nordost-Seite.[2]

## Geschichte

### Ursprünge
Das Anwesen wurde 1311 als Peschhof erstmals erwähnt und erscheint 1368 in einer Urkunde, als Ritter Godert Knop „Haus Pesch“ sowie weitere Güter seiner Frau überträgt. In unmittelbarer Nähe des Schlosses gibt es Spuren einer Besiedelung aus römischer Zeit. So wurden 1863 zwischen dem benachbarten Haus Gripswald und dem Schloss die Gripswalder Matronen- und Mercuriussteine, sechs Votivsteine zu Ehren der „segensreichen Matronen“ und des Mercurius Arvernus gefunden. Ältere Quellen vermuten dort auch die Reste einer römischen Feldkapelle. Die Militärstraße, die die römischen Städte bzw. Legionslager Colonia Claudia Ara Agrippinensium (Köln), Novaesium (Neuss), Gellep-Stratum (Gelduba) und Colonia Ulpia Traiana (Xanten) miteinander verband, verlief nicht weit östlich des Anwesens. Reste der Trassierung waren noch bis Mitte des 19. Jahrhunderts zu sehen.

### 16. bis 18. Jahrhundert

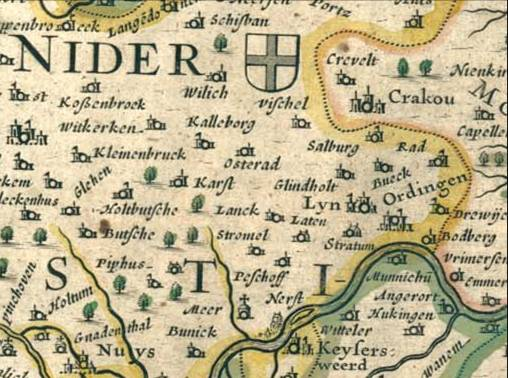
Schloss Pesch als „Peschoff“ in einer Landkarte von 1645 der niederländischen Kartografen Blaeu

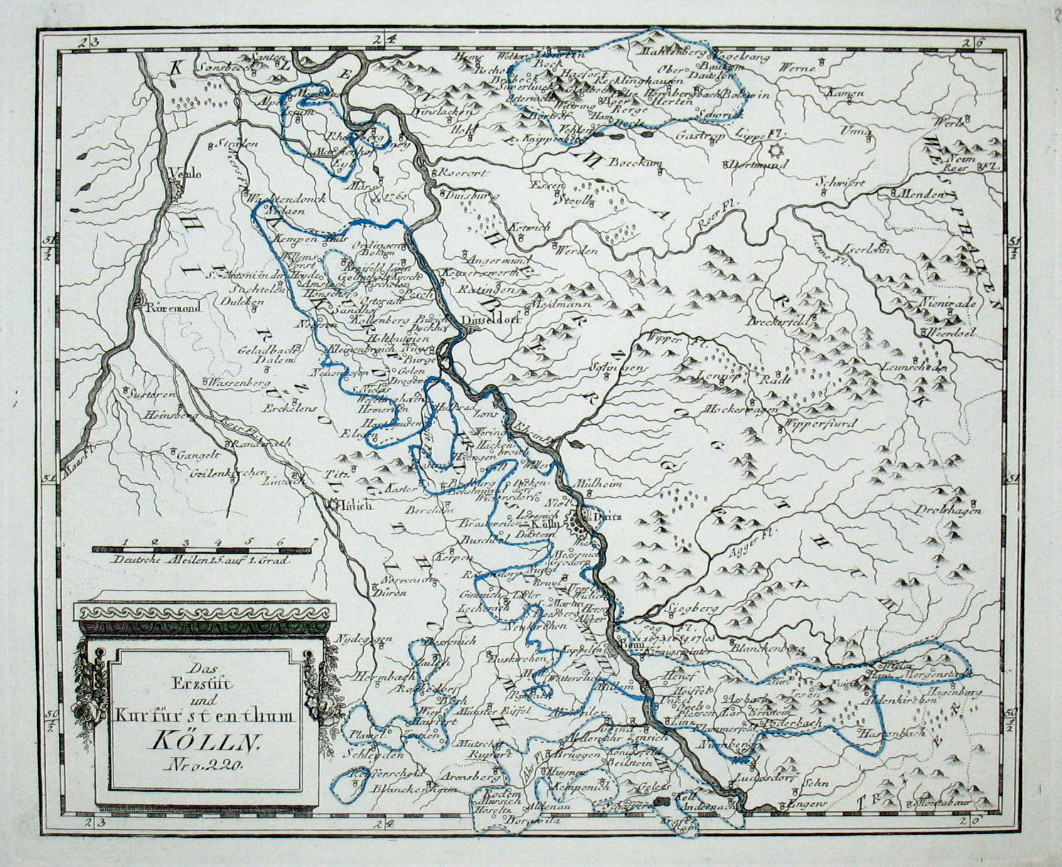
Schloss Pesch in der Karte von Franz Johann Joseph von Reilly: Das Erzstift und Kurfürstenthum Kölln. Nro. 220., ca. 1800

Die alte Burg Pesch wurde 1583 während des Truchsessischen Krieges geplündert und niedergebrannt. Die Ruinen blieben im Park des heutigen Schlosses erhalten. Das Herrenhaus wurde weiter westlich wieder aufgebaut. 1595 erbte Emmerich Hurth von Schöneck das Haus zusammen mit Gütern in Ossum und Ilverich.
Nachdem Emmerich Hurth (nun von Schöneck zu Pesch) und seine Frau Magdalena, geb. von Merode, kinderlos geblieben waren, fiel ihr Besitztum im Amt Linn an Edmund von Metternich (nach 1605, vermutlich um 1615). In den Folgejahren, zwischen 1616 und 1669, stritten sich mehrere Familien fast zwei Generationen lang um „Haus Pesch samt Zubehör, einen Hof zu Ossum (Oßem) und ein Gut zu Ilverich (Eiluerich)“ im Gesamtwert von 6.000 Goldgulden. Beteiligt waren auf der Klägerseite Mitglieder der adeligen Häuser Merode (Rheinland), Lützerode zu Klyff und Uettingen, Landschad von und zu Steinach und Uettingen (beide aus dem süddeutschen Raum), Wolfskeel von Reichenberg, Greck von und zu Kochendorf, Bawyr von Frankenberg sowie die Kölner Bürgerfamilien Thoer und Bengeraths (die sich in den Besitz eingekauft hatten). Ihnen gegenüber standen zwei Töchter aus dem Hause Metternich, die den Besitz über den Bruder Edmund ererbt hatten und die nun verheiratet waren in die Familie von Landschad sowie von Galen. Vollständig beigelegt wurden die Streitigkeiten offenbar erst um 1704.
In einer Landkarte des Erzbistums Köln aus dem Atlas Maior der niederländischen Kartografen Willem Blaeu und Joan Blaeu aus dem Jahr 1645 ist in etwa an der heutigen Lage ein Peschoff verzeichnet.
Im Jahr 1689 wurde Schloss Pesch zu einem Schauplatz des Pfälzischen Erbfolgekriegs. Unmittelbar am Anwesen kam es zu einem Gefecht zwischen preußischen und französischen Truppen, die zu jener Zeit die linke Rheinseite besetzt hatten. Auf preußischer Seite war das erste Bataillon Dönhoff des königlich preußischen Ersten Infanterie-Regiments unter Feldmarschallleutnant Hans Adam von Schöning beteiligt. Das Regiment bestand aus 26.036 Mann und führte 79 Geschütze mit sich. Die französischen Truppen befehligte General Sourdy. Am 13. März wurden zuerst Bösinghoven und Ossum, dann Strümp und später Büderich Schauplatz der Kämpfe. Um Ossum wurde besonders erbittert gekämpft, 300 französische Grenadiere fielen alleine dort. Nachdem das Korps des General-Leutnants Hans Albrecht von Barfus Ossum eingenommen hatte, wurden die Franzosen über Strümp und Büderich bis in das besetzte Neuss zurückgedrängt. Sie verloren rund 1000 Mann. Ihre Stellung in Linn mussten sie aufgeben. Im späteren Verlauf der Kämpfe belagerten die Preußen auch das von den Franzosen besetzte Kaiserswerth, das am 27. Juni 1689 kapitulieren musste.
Im Jahre 1758 lagerten etwas nordwestlich von Schloss Pesch 47.000 französische Soldaten im und um den Ort Fischeln. Diese waren am 23. Juni 1758 an der berühmten Schlacht bei Krefeld im Rahmen des Siebenjährigen Kriegs beteiligt. Am Abend nach der Schlacht zogen sich die Franzosen nach Osterath zurück, ebenfalls ein Ort in der Nachbarschaft des Anwesens und heute gemeinsam mit Schloss Pesch Meerbuscher Stadtgebiet. Etwa um diese Zeit war das Schloss bereits im Besitz des Freiherrn Matthias Gerhard von Hoesch, der daraus einen Sitz im Landtag erhielt. In der Nachbarschaft hatte er einige Jahre zuvor bereits weiteren Besitz erworben, das kleine „Gerversgut zu Ossum“ von den Familien Ahren/Herbertz.
Im Herbst 1789 bereisten der damals 20-jährige Alexander von Humboldt und der niederländische Arzt und Botaniker Steven Jan van Geuns (1767–1795) gemeinsam den Niederrhein. Bei Düsseldorf trennten sich beide kurz und van Geuns wanderte über Schloss Pesch nach Krefeld. Auf der gemeinsamen Reise entstanden zwei Werke: van Geuns’ Tagebuch im Stile der zeitüblichen Reiseliteratur und Humboldts erste größere naturwissenschaftliche Publikation Mineralogische Beobachtungen über einige Basalte am Rhein.

### Schloss Pesch unter den Herrenvon Hallberg

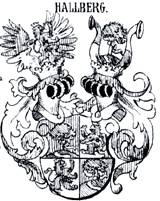
Wappen des Hauses Hallberg, dessen Stammhaus Schloss Pesch war. Wahlspruch „Fortis et fidelis“

Durch die Ehe des Heinrich Theodor von Hallberg († 1792) aus dem Adelsgeschlecht Hallberg mit Henriette Helene von Hoesch († 1807/1808), Tochter des Matthias Gerhard von Hoesch (1698–1784) kam Schloss Pesch aus dem Besitz der Familie Hoesch an die Familie Hallberg.
1794 wurde das Anwesen erneut geplündert und 1795 niedergebrannt, dieses Mal von Soldaten der französischen Revolutionstruppen während des Ersten Koalitionskrieges. Um diese Zeit gehörte Schloss Pesch den Grafen von Hallberg und war der Stammsitz der Linie Hallberg-Pesch.
1797 wurde der spätere Gründer des Kurortes Bad Gleichenberg (bei Graz) und spätere Minister für Handel und Volkswirthschaft von Österreich-Ungarn, Mathias Constantin Capello Reichsgraf von Wickenburg genannt Stechinelli auf Schloss Pesch geboren. Seine Mutter war eine geborene Gräfin Hallberg.
1828 hatte Schloss Pesch laut amtlicher Statistik 20 feste Bewohner. Das benachbarte Dorf Ossum hatte 89 Einwohner, die umliegenden Landgüter Haus Hamm 12 und Haus Gripswald 10. Das Dorf und die drei Landgüter gehörten zur Bürgermeisterei Strümp, die insgesamt 831 katholische Einwohner zählte (1816: 716 Einwohner). Bemerkenswert ist, dass das Anwesen in der Statistik als Landgut und nicht als Schloss geführt wurde. Zu jener Zeit erstreckte sich zwischen Strümp, Ossum, Linn, Bockum, Oppum und Krefeld noch ein ausgedehntes Waldgebiet. Erst im weiteren Verlauf des 19. Jahrhunderts wurden weite Flächen gerodet und als Ackerland urbar gemacht. Von Bösinghoven bis Fischeln, Willich, Anrath und Neersen dehnte sich eine weite Heidefläche aus. Im Osten befand sich ein alter Rheinarm, bei Hochwasser kam der Rhein damals noch bis nahe an den Herrenbusch zwischen Strümp und Latum heran.
Laut Duncker baute eine Henrietta Freiin von Hoesch, Frau des Grafen von Hallberg, das Haus ab 1840 schlossartig mit einer großzügigen Gartenanlage wieder auf. Wahrscheinlich ist 1804 gemeint, denn Henrietta verstarb 1808.

### Schloss Pesch unter den Herrenvon Schweppenburgundvon Arenberg

Wappen des Hauses Arenberg, der letzten Besitzer des Schlosses Pesch. Wahlspruch „Christus protector meus“ bzw. „Rapido ma con legge“

1848 erlosch mit Mathias Anselm die Familie Hallberg im Mannesstamm. Haus Pesch wurde Matthea Agnes Lucia Henriette Maria Hubertina Walburgis Reichsfreiin Geyr von Schweppenburg und Lathum (1830–1857) vermacht, die das Haus 1849 in ihre Ehe mit Felix Edmundt Carl Ghislain Freiherr von T'Serclaes (* 1818, ab 1851 Graf T'Serclaes-Hallberg) einbrachte.
Auch 1850 wurde das Anwesen noch als Landgut Haus Pesch bezeichnet. Es gehörte zur Gemeinde Ossum, damals Bürgermeisterei Lank im Kreis Krefeld (Friedensgerichtsbezirk Uerdingen, Hypothekenamt Krefeld).
1885 kam das Schloss in den Besitz der Herzöge von Arenberg. Zwischen 1906 und 1912 ließ Johann von Arenberg das Schloss in der heutigen Gestalt von dem Architekten Fritz August Breuhaus de Groot als Jagdschloss erweitern und umbauen. Dieser Umbau gilt als wichtiger Teil des Frühwerks von Breuhaus. Bejagt wurde der an das Schloss im Nordosten angrenzende Wald Herrenbusch.
Einige bedeutende Mitglieder der Familie Arenberg, die auf Schloss Pesch gelebt haben:
- 1895 wurde der Schwiegervater von Felix Erzherzog von Österreich (der aktuellen Nummer 12 in der Thronfolge (Habsburgermonarchie)), Robert-Prosper Prinz und Herzog von Arenberg, auf Schloss Pesch geboren.[33] Eben jener Robert-Prosper war 1943 von der Abteilung I der Amt Ausland/Abwehr als Geheimagent im Vatikan vorgesehen, um für NS-Deutschland Kurie und insbesondere Papst Pius XII. auszuspähen. Diesen Einsatz verhinderte jedoch der damalige Vatikan-Botschafter Ernst von Weizsäcker, der Vater von Richard von Weizsäcker.[34]
- 1907, kurz nach der so genannten Hottentottenwahl, der Reichstagswahl 1907, starb auf Schloss Pesch Prinz Franz von Arenberg, als langjähriges Präsidiumsmitglied der Deutschen Kolonialgesellschaft einer der zu seiner Zeit bekanntesten Akteure der deutschen Kolonialbewegung.
- 1922 wurde Rose-Sophie Prinzessin von Arenberg auf Schloss Pesch geboren. Sie heiratete 1943 den späteren CSU-Bundestagsabgeordneten Karl Theodor Freiherr von und zu Guttenberg, nach dem ihr Enkel, der spätere deutsche Bundesverteidigungsminister Karl-Theodor Freiherr von und zu Guttenberg (CSU) benannt wurde.[35][36]

Schloss Pesch war immer auch ein landwirtschaftlich betriebenes Gut, so wird z. B. für das Jahr 1928 ein „Geflügelhof Schloss Pesch“ nachgewiesen.
Nach dem Ersten Weltkrieg wurden einige Wohnungen in den Nebengebäuden durch das Amt Lank beschlagnahmt, Bürger aus der Umgebung wurden dort untergebracht.
Während der Operation Grenade im Zweiten Weltkrieg verlief die Frontlinie zum 1. März 1945 in der Nähe des Geländes von Schloss Pesch. Dort standen sich die 2nd Armored Division und die deutsche Panzer-Lehr-Division gegenüber. Eines der Ziele der Alliierten in diesem Bereich war die zu diesem Zeitpunkt noch intakte Rheinbrücke im nahen Uerdingen.
Nach dem Zweiten Weltkrieg betrieb die Kongregation der Schwestern von der hl. Elisabeth von 1946 bis 1953 im angrenzenden Wirtschaftshof des Schlosses ein Altersheim.

## Heutige Nutzung
1970 erwarb Hans Schäfer Schloss und Park. Um das Jahr 1977 bewohnte der Künstler Kurt Link, ein enger Freund Joseph Beuys, einen Teil desselben und hatte dort sein Atelier. Es gab Pläne zur Schaffung einer Künstlerkolonie und internationalen Akademie Ossum auf Schloss Pesch. In dieser Zeit fanden im Konzertsaal des Schlosses regelmäßig Konzertveranstaltungen statt. Nach dem Tode Hans Schäfers ging das Anwesen in den Besitz seiner Erben über und wurde um 1980 verkauft. Anfang der 1980er Jahre wurde das unter Denkmalschutz gestellte Anwesen saniert und in Luxus-Eigentumswohnungen umgewandelt. Erst im Jahr 2000 wurde das letzte Gebäude des Ensembles vor dem Verfall gerettet: Die ehemalige Schlosskapelle wurde ebenfalls zu Wohnzwecken umgewidmet.
Schloss und Park befinden sich heute in Privatbesitz und sind nicht öffentlich zugänglich. Das gesamte Erdgeschoss des Schlosses ist Hauptsitz einer internationalen Unternehmensberatung. Besichtigungen der Anlage sind nicht vorgesehen.

## Übersicht: Herren auf Schloss Pesch
| Jahr     | Besitzer(in) |
| -------- | --- |
| um 1368  | Godert Knop (ihm folgt seine Ehefrau)                                                                                     |
| ?        | ? |
| vor 1595 | Emmerich Hurth von Schöneck (ererbt)                                                                                      |
| vor 1615 | Edmund von Metternich (ererbt von Onkel)                                                                                  |
| 1616     | von Landschad, von Galen (ererbt von Bruder)                                                                              |
| 1669     | von Landschad, von Galen                                                                                                  |
| ?        | ? |
| 1783     | Matthias Gerhard (seit 1744 von) Hoesch                                                                                   |
| 1792     | Henriette Helene von Hoesch (ererbt von Vater)                                                                            |
| 1792     | Heinrich Theodor von Hallberg (durch Heirat)                                                                              |
| 1848     | Mathias Anselm von Hallberg (ererbt von Vater)                                                                            |
| 1848     | Matthea Agnes Lucia Henriette Maria Hubertina Walburgis Reichsfreiin Geyr von Schweppenburg und Lathum (ererbt von Onkel) |
| 1849     | Felix Edmundt Carl Ghislain Freiherr von T'Serclaes (durch Heirat)                                                        |
| 1885     | Herzöge von Arenberg (durch Kauf)                                                                                         |
| 1970     | Dr. Hans Schaefer (durch Kauf)                                                                                            |
| 1986     | Aufteilung als WEG (durch Kauf)                                                                                           |